# SPECT
A SPECT vagy SPET (Single photon emission computed tomography: egyfoton-kibocsátásos, számítógépes metszeti képalkotás) gamma-sugarakat használó non-invazív, vagyis beavatkozást nem igényelő orvosi képalkotó eljárás. A funkcionális képalkotó eljárások körébe tartozik, vagyis nem az anatómiai viszonyokat, hanem a szervek, szövetek különböző funkcionális jellemzőjét (pl. véráramlás, anyagcsere) jeleníti meg egy adott időintervallumban. A különböző elváltozások kialakulása először a humán szövetek funkcionális jellemzőiben okoz elváltozást és ezt a folyamatot másodlagosan kíséri a szervek anatómiai degenerációja. Ennek következtében a funkcionális képalkotó eljárások a betegségek kiszűrésében és prevenciójában rendkívül hatékonyak.
A SPECT gamma kamerát használ a képalkotáshoz, amely többféle szögből sokrétű kétdimenziós képeket készít az agyról, majd ezeket a kétdimenziós vetületeket számítógépes eljárással (tomográfiás rekonstrukció) alakítják háromdimenziós adathalmazzá. Más tomográfiás technikákhoz hasonlóan, mint például az MRI, a CT vagy a PET, ebből az adathalmazból alakíthatók ki az agyról vagy a test egyéb szöveteiről kapott háromdimenziós metszetek, amelyek a vizsgálat során manipulálhatók és újraalakíthatók.

## Agyi képalkotás
A felvételek elkészítéséhez gamma-sugárzású radioizotópok bejuttatására van szükség a páciens vérkeringésébe. A 99mTc metastabil magizomer (fotonemittáló radionuklid), amely a gamma kamera által érzékelhető gamma-sugarakat bocsát ki. Amikor a vegyület a HMPAO-hoz kapcsolódik, 99mTc-HMPAO (hexametilpropilénamin-oxim) jön létre, és ez lehetővé teszi, hogy 99mTc izomert az agyi szövetek felvegyék és az agyi véráramlás mértéke a gamma-sugárzás alapján az adott területen megfigyelhető legyen. Az agy vérellátása követi az aktivitás változásait, így azokon a területeken, ahol a sejtek aktívabbak, megnő a véráramlás nagysága. A bejuttatott radiofarmakon eloszlása a különböző funkcionális állapotokban eltérő képet mutat (más az anyagcseréje az ép, fiziológiás szövetnek és más a kóros szöveté), így a patológiás folyamatok könnyen detektálhatók és lokalizálhatók.
Mivel az agyi véráramlás szorosan kapcsolódik az agy helyi metabolizmusához és így az energiafelhasználás mértékéhez, ezért 99mTc-HMPAO lehetővé teszi az agy adott területre lokalizálódó metabolizmusának feltérképezését és a demencia különböző okainak megkülönböztetését és diagnosztizálását. A legújabb metaanalízisek a SPECT eredményességét támasztják alá az Alzheimer-kór és a vaszkuláris demenciák megkülönböztetésében 91 százalék hatékonysággal, szemben a klinikai tesztek 70 százalékos eredményességével Ezek az új eredmények annak köszönhetők, hogy a SPECT képalkotó eljárás során készített felvételeken a különböző típusú stroke-ok által okozott speciális kortikális metabolizmus foltokban jelentkező sérülése könnyen megkülönböztethető az Alzheimer-kór tipikus, lassabban és progresszívebben jelentkező elváltozásaitól az agyi anyagcsere területén.
A 99mTc-HMPAO radioizotópot felhasználó SPECT tomográfiás módszert gyakran összehasonlítják a 18F-fluor-dezoxi-glükóz (röviden FDG) felhasználásával agyi képeket készítő PET (pozitronemissziós tomográfia) képalkotó eljárással. Az FDG radiofarmakonnal a PET az agy lokális glükózfelhasználását monitorozza, így nagyon hasonló eredményeket nyújt a helyi degenerációk vizsgálatában, mint a SPECT. Ugyanakkor a SPECT sokkal szélesebb körben elérhető, annak köszönhetően, hogy a SPECT esetében a radioizotópok gyártásának, valamint a gamma kamera beszerzésének sokkal alacsonyabb a költsége. A 99mTc gamma-sugárzású izotópot a 99Mo radioaktív izotópból állítják elő egy technécium-generátorban, amelyet rendszeresen szállítanak kórházakba az általánosan felhasznált radioizotópok pótlására, míg az FDG bonyolult és költséges eljárással csak ciklotron berendezésben és automatizált, radiofarmakonok előállítására specializált kémiai laborokban állítható elő. Emellett az előállított izotóp felezési ideje nagyon alacsony (2 óra), így gyorsan és közvetlenül a felhasználás helyszínére kell juttatni, vagy helyben kell előállítani közvetlenül a felhasználás előtt.

## Myocardiális perfúzió vizsgálata
A myocardiális perfúziós képalkotás (Myocardial perfusion imaging, röviden MPI) olyan funkcionális kardiális képalkotó eljárás, amelyet az ischaemiás szívbetegségek diagnosztizálásában használnak fel. Magas stressz-szint alatt a sérült szív myocardiuma kevesebb vért áramoltat át, mint a normál szívizom.
A szívizom anyagcseréjének mérésére speciális radiofarmakonokat használnak, mint például a 99mTc-tetrofosmin vagy a 99mTc-sestamibi izotópok. A szívverés ritmusa is jól jelzi a myocardiális stresszt, amely emelhető akár fizikai feladatok végzésével vagy gyógyszeres úton, például adenozin, dobutamin vagy dipyridamole adagolásával. A szívizmok vizsgálata az agyi szövetek vizsgálatának elvéhez hasonló: az izotópok által mért gamma-sugarak alapján a radiofarmakonok eloszlása a szívizomban, illetve a myocardiumon átáramoltatott vér relatív mennyisége is jól nyomon követhető. A szívizom esetében két szkennelés követi egymást, az első a stresszállapotban produkált szívműködés vizsgálatára szolgál, a második a nyugalmi állapotot rögzíti, a végső eredményt a két szkennelés összehasonlítása adja.
Az MPI 83 százalékos eredményességgel képes az ischaemiás szívbetegségek diagnosztizálására, ami meghatározó helyet biztosít a SPECT-nek a non-invazív tesztek körében.

## Adatfelvétel
A szkennelés folyamata időigényes, a tipikus adatgyűjtési idő átlagosan 15 perc. Ez alatt az idő alatt a páciensnek szigorúan mozdulatlanul kell feküdnie, mivel a rekonstrukció során a mozgások egy részét számítógépes eljárással szűrik ugyan, de a szkennelés alatti mozgás a képek minőségét jelentősen leronthatja.
A SPECT képek elkészítéséhez a gamma kamera a páciens körül forog. A vetületeket meghatározott területeken rögzíti a kamera, jellemzően 3-6 fokonként a test körül. A legtöbb esetben a teljes 360 fokos kör megtétele és a rotáció során elkészült összes vetület felhasználása szükséges az optimális rekonstrukcióhoz. Habár a vetületek elkészítésének ideje változhat, jellemzően 15-20 másodpercig tart rögzítésük, így tart a teljes vizsgálat ideje 15-20 percig.
A több fejjel rendelkező (multi-headed) gamma kamera gyorsabb rögzítésre képes. Például, a két fejjel rendelkező kamera fejei egymással 180 fokot zárnak be, így egy időben két kép készítését teszik lehetővé, mivel egymással szemben forognak a páciens teste körül. A három fejjel rendelkező gamma kamera fejei értelemszerűen egymással 120 fokos szöget zárnak be, így a vizsgálat ideje egyharmadára csökken az egy felvevő fejjel rendelkező gamma kamerákhoz képest.

## Rekonstrukciós eljárás
A vetületek jellemzően 64x64 vagy 128x128 pixeles felbontásban készülnek, ahol a pixelek nagysága 3-6mm. A háromdimenziós képekhez szükséges vetületek száma nagyjából megegyezik a végső kép szélességével pixelekben. A rekonstruált képek felbontása rosszabb a vetületeknél, a SPECT technikával elérhető legjobb térbeli feloldás 4–5 mm. Maga a rekonstrukciós eljárás is sok zajt, inadekvát adatot ad az eljárás során a gamma kamera által rögzített vetületekhez, így a végső, háromdimenziós képek bizonyos esetekben műtermékeknek is tekinthetők.
A radiofarmakonok egyenetlen eloszlása szintén műtermékek létrehozásához vezethet. A nagyon intenzív anyagcseréjű területek SPECT-tel történő vizsgálata során a magas metabolizmusú területek elhomályosítják a környező szövetek anyagcseréjét, így ezek pontos feltérképezésére az eljárás nem alkalmas. Ennek ellensúlyozására a rekonstrukció során olyan szűrési algoritmust alkalmaznak, amely a fenti mechanizmus hatásait csökkenti. Az iteratív rekonstrukció szintén olyan alternatív számítógépes algoritmus, amely egyre növekvő jelentőségre tesz szert, mivel kevésbé érzékeny a fent említett műtermékekre és korrigálja az intenzív véráramlású területeken a radioizotópok hígulását.
A gamma-sugarak hígulása a test mélyen fekvő szöveteiben a metabolizmus mértékének alábecslésével fenyeget szemben a felszíni szövetek anyagcseréjével. A rekonstrukció során alkalmazható olyan eljárás, amely az aktivitás helyének relatív pozíciójával korrigálja a kapott értékeket. A fenti problémák megelőzésére a modern SPECT gépeket beépített CT szkennerrel integrálják. A CT berendezés röntgenképei a test szöveteiről és a SPECT funkcionális működésről alkotott képei így egymást kiegészítve pontosítják a kapott eredményeket a rekonstrukciós eljárás során. Fontos megjegyezni, hogy a SPECT anyagcseréről szerzett információinak hatékony értelmezését segítik elő a CT által készített anatómiai felvételek.

## Alkalmazási lehetőségek
A SPECT tomográfiás eljárás bármilyen gamma-sugárzáson alapuló képalkotás esetén bevethető, ahol háromdimenziós reprezentációk kialakítására van szükség (daganatképződés, leukocita áramlás, pajzsmirigy, szív, agy vagy csontok képalkotó vizsgálata).

## SPECT protokollok
| Cél                   | Radioizotóp                  | Emisszió (keV) | Felezési idő | Radiofarmakon                 | Aktivitás (MBq) | Rotáció (fok) | Vetületek | Képfelbontás | Idő/vetület (s) |
| --------------------- | ---------------------------- | -------------- | ------------ | ----------------------------- | --------------- | ------------- | --------- | ------------ | --------------- |
| Csontszerkezet        | technécium-99m               | 140            | 6 óra        | Foszfonát / Bifoszfonát       | 800             | 360           | 120       | 128 x 128    | 30              |
| Myocardiális perfúzió | technécium-99m               | 140            | 6 óra        | tetrofosmin; Sestamibi        | 700             | 180           | 60        | 64 x 64      | 25              |
| Agyi képalkotás       | technécium-99m               | 140            | 6 óra        | HMPAO; ECD                    | 555-1110        | 360           | 64        | 128 x 128    | 30              |
| Tumorok               | jód-123                      | 159            | 13 óra       | MIBG                          | 400             | 360           | 60        | 64 x 64      | 30              |
| Fehérvérsejtek        | indium-111 és technécium-99m | 171 & 245      | 67 óra       | in vitro megjelölt leukociták | 18              | 360           | 60        | 64 x 64      | 30              |

## Hasznos linkek
- SPECT Atlas

## Lásd még
- MRI
- FMRI
- PET
- CT